# Playoffs NBA 1956
Los Playoffs de la NBA de 1956 fueron el torneo final de la temporada 1955-56 de la NBA. Concluyó con la victoria de Philadelphia Warriors, campeón de la Conferencia Este, sobre Fort Wayne Pistons, campeón de la Conferencia Oeste, por 4-1.
Este fue el segundo campeonato para los Warriors; el primer título lo consiguieron en 1947 cuando la NBA se llamaba Basketball Association of America (BAA). Ellos tendrían que esperar hasta 1975 para saborear el título de nuevo; para esa época ya se habían movido al Área de la Bahía de San Francisco y su nombre era Golden State Warriors.
Era el segundo viaje de los Pistons hacia las Finales de la NBA, pero no volverían a aparecer hasta 1988. Ningún equipo de Indiana volvería a las Finales de la NBA hasta que en el año 2000 Indiana Pacers lo lograse.

## Tabla
|  | Semifinales de División | Semifinales de División | Semifinales de División |   |  | Finales de División | Finales de División | Finales de División |  |  | Finales de la NBA | Finales de la NBA | Finales de la NBA |
|  |                         |                         |                         |   |  |                     |                     |                     |  |  |                   |                   |                   |
|  | E3                      | Syracuse                | 2                       |   |  | E1                  | Philadelphia*       | 3                   |  |  |                   |                   |                   |
|  | E3                      | Syracuse                | 2                       |   |  | E1                  | Philadelphia*       | 3                   |  |  |                   |                   |                   |
|  | E2                      | Boston                  | 1                       |   |  | E3                  | Syracuse            | 2                   |  |  |                   |                   |                   |
|  | E2                      | Boston                  | 1                       |   |  | E3                  | Syracuse            | 2                   |  |  |                   |                   |                   |
|  |                         |                         |                         |   |  | División Este       |                     |                     |  |  |                   |                   |                   |
|  |                         |                         |                         |   |  |                     |                     |                     |  |  |                   |                   |                   |
|  |                         |                         |                         |   |  |                     |                     |                     |  |  | E1                | Philadelphia*     | 4                 |
|  |                         |                         |                         |   |  |                     |                     |                     |  |  | E1                | Philadelphia*     | 4                 |
|  |                         | W1                      | Fort Wayne*             | 1 |  |                     |                     |                     |  |  |                   |                   |                   |
|  |                         |                         |                         |   |  |                     |                     |                     |  |  |                   |                   |                   |
|  |                         |                         |                         |   |  |                     |                     |                     |  |  |                   |                   |                   |
|  |                         |                         |                         |   |  |                     |                     |                     |  |  |                   |                   |                   |
|  | W3                      | St. Louis               | 2                       |   |  | W1                  | Fort Wayne*         | 3                   |  |  |                   |                   |                   |
|  | W3                      | St. Louis               | 2                       |   |  | W1                  | Fort Wayne*         | 3                   |  |  |                   |                   |                   |
|  | W2                      | Minneapolis             | 1                       |   |  | W3                  | St. Louis           | 2                   |  |  |                   |                   |                   |
|  | W2                      | Minneapolis             | 1                       |   |  | W3                  | St. Louis           | 2                   |  |  |                   |                   |                   |
|  |                         |                         |                         |   |  | División Oeste      |                     |                     |  |  |                   |                   |                   |
|  |                         |                         |                         |   |  |                     |                     |                     |  |  |                   |                   |                   |

* Campeón de División

Negrita Ganador de las series

Cursiva Equipo con ventaja de cancha en Finales NBA

## Desempates de División

### Desempate División Este

#### New York Knicks @ Syracuse Nationals
| 15 de marzo                                                          | New York Knicks                                            | 77–82                | Syracuse Nationals                                                      |                                                                                         |  |  |
|                                                                      | Parciales: 19–17, 21–27, 21–20, 16–18                      |                      |                                                                         |                                                                                         |  |  |
|                                                                      | Estadísticas Harry Gallatin 19 Ray Felix 13 Dick McGuire 9 | Reporte Pts Reb Asts | Estadísticas Dolph Schayes 14 Dolph Schayes 14 Seymour, King 6 cada uno | Pabellón: Onondaga War Memorial, Syracuse, New York Árbitros: Sid Borgia, Mendy Rudolph |  |  |
| Syracuse acaba en la 3.ª posición del Este, New York no se clasifica |                                                            |                      |                                                                         |                                                                                         |  |  |
|                                                                      |                                                            |                      |                                                                         |                                                                                         |  |  |

### Desempate División Este

#### Minneapolis Lakers @ St. Louis Hawks
| 16 de marzo                                                       | Minneapolis Lakers                    | 103–97      | St. Louis Hawks            |                                                                                 |  |  |
|                                                                   | Parciales: 27–33, 25–19, 29–17, 22–28 |             |                            |                                                                                 |  |  |
|                                                                   | Estadísticas Slater Martin 28         | Reporte Pts | Estadísticas Bob Pettit 22 | Pabellón: Kiel Auditorium, San Luis, Misuri Árbitros: Mendy Rudolph, Arnie Heft |  |  |
| Minneapolis finaliza 2.º en la división Oeste, St. Louisacaba 3.º |                                       |             |                            |                                                                                 |  |  |
|                                                                   |                                       |             |                            |                                                                                 |  |  |

## Semifinales de División

### Semifinales División Este

#### (2) Boston Celtics vs. (3) Syracuse Nationals
| 17 de marzo                   | Syracuse Nationals                        | 93–110           | Boston Celtics                        |                                                |  |  |
|                               | Parciales: 22–25, 19–26, 31–29, 21–30     |                  |                                       |                                                |  |  |
|                               | Estadísticas Ed Conlin 21 Dolph Schayes 6 | Reporte Pts Asts | Estadísticas Bob Cousy 29 Bob Cousy 9 | Pabellón: Boston Garden, Boston, Massachusetts |  |  |
| Boston lidera las series, 1–0 |                                           |                  |                                       |                                                |  |  |
|                               |                                           |                  |                                       |                                                |  |  |

| 19 de marzo           | Boston Celtics                                        | 98–101               | Syracuse Nationals                                               |                                                       |  |  |
|                       | Parciales: 21–21, 29–32, 20–28, 28–20                 |                      |                                                                  |                                                       |  |  |
|                       | Estadísticas Bob Cousy 28 Arnie Risen 17 Bob Cousy 10 | Reporte Pts Reb Asts | Estadísticas Red Kerr 23 Red Kerr 14 Seymour, Schayes 5 cada uno | Pabellón: Onondaga War Memorial, Syracuse, Nueva York |  |  |
| Series empatadas, 1–1 |                                                       |                      |                                                                  |                                                       |  |  |
|                       |                                                       |                      |                                                                  |                                                       |  |  |

| 21 de marzo                   | Syracuse Nationals                                             | 102–97               | Boston Celtics                                          |                                                |  |  |
|                               | Parciales: 21–22, 36–23, 21–31, 24–21                          |                      |                                                         |                                                |  |  |
|                               | Estadísticas Dolph Schayes 27 Dolph Schayes 17 Dolph Schayes 5 | Reporte Pts Reb Asts | Estadísticas Bill Sharman 24 Arnie Risen 15 Bob Cousy 7 | Pabellón: Boston Garden, Boston, Massachusetts |  |  |
| Syracuse gana las series, 2–1 |                                                                |                      |                                                         |                                                |  |  |
|                               |                                                                |                      |                                                         |                                                |  |  |

Ésta fue la quinta vez que ambos equipos se encontraban en un playoff, con los Nationals ganando tres de los cuatro primeros enfrentamientos.
| 1953 | Boston Celtics | 2–0 | Syracuse Nationals |                                          |
|      |                |     |                    |                                          |
|      |                |     |                    | Pabellón: Semifinales División Este 1953 |

| 1954 | Boston Celtics | 0–2 | Syracuse Nationals |                                          |
|      |                |     |                    |                                          |
|      |                |     |                    | Pabellón: Semifinales División Este 1954 |

| 1954 | Boston Celtics | 0–2 | Syracuse Nationals |                                      |
|      |                |     |                    |                                      |
|      |                |     |                    | Pabellón: Finales División Este 1954 |

| 1955 | Boston Celtics | 1–3 | Syracuse Nationals |                                      |
|      |                |     |                    |                                      |
|      |                |     |                    | Pabellón: Finales División Este 1955 |

### Semifinales División Oeste

#### (2) Minneapolis Lakers vs. (3) St. Louis Hawks
| March 17                         | Minneapolis Lakers                     | 115–116     | St. Louis Hawks            |                                             |  |  |
|                                  | Parciales: 31–25, 29–20, 31–39, 24–32  |             |                            |                                             |  |  |
|                                  | Estadísticas Mikkelsen, Martin 19 each | Reporte Pts | Estadísticas Bob Pettit 25 | Pabellón: Kiel Auditorium, San Luis, Misuri |  |  |
| St. Louis lidera las series, 1–0 |                                        |             |                            |                                             |  |  |
|                                  |                                        |             |                            |                                             |  |  |

| March 19              | St. Louis Hawks                       | 75–133      | Minneapolis Lakers            |                                                         |  |  |
|                       | Parciales: 15–25, 15–36, 24–36, 21–36 |             |                               |                                                         |  |  |
|                       | Estadísticas Bob Pettit 14            | Reporte Pts | Estadísticas Slater Martin 19 | Pabellón: Minneapolis Auditorium, Mineápolis, Minnesota |  |  |
| Series empatadas, 1–1 |                                       |             |                               |                                                         |  |  |
|                       |                                       |             |                               |                                                         |  |  |

| 21 de marzo                    | St. Louis Hawks                       | 116–115     | Minneapolis Lakers               |                                                         |  |  |
|                                | Parciales: 20–27, 32–29, 33–28, 31–31 |             |                                  |                                                         |  |  |
|                                | Estadísticas Bob Pettit 41            | Reporte Pts | Estadísticas Clyde Lovellette 31 | Pabellón: Minneapolis Auditorium, Mineápolis, Minnesota |  |  |
| St. Louis gana las series, 2–1 |                                       |             |                                  |                                                         |  |  |
|                                |                                       |             |                                  |                                                         |  |  |

- Último partido de George Mikan en la NBA.

Éste fue el primer enfrentamiento en playoffs entre ambos equipos.

## Finales de División

### Finales División Este

#### (1) Philadelphia Warriors vs. (3) Syracuse Nationals
| 23 de marzo                    | Syracuse Nationals                                                | 87–109               | Philadelphia Warriors                                              |                                                              |  |  |
|                                | Parciales: 17–28, 27–23, 25–24, 18–34                             |                      |                                                                    |                                                              |  |  |
|                                | Estadísticas Dolph Schayes 19 Kerr, Schayes 14 each George King 8 | Reporte Pts Reb Asts | Estadísticas Paul Arizin 29 Neil Johnston 24 Gola, Beck 5 cada uno | Pabellón: Philadelphia Civic Center, Filadelfia, Pensilvania |  |  |
| Philadelphia leads series, 1–0 |                                                                   |                      |                                                                    |                                                              |  |  |
|                                |                                                                   |                      |                                                                    |                                                              |  |  |

| 25 de marzo      | Philadelphia Warriors                                          | 118–122               | Syracuse Nationals                                            |                                                       |  |  |
|                  | Parciales: 38–35, 19–27, 33–36, 28–24                          |                       |                                                               |                                                       |  |  |
|                  | Estadísticas Neil Johnston 43 Neil Johnston 16 Neil Johnston 7 | Boxscore Pts Reb Asts | Estadísticas Dolph Schayes 33 Dolph Schayes 16 George King 10 | Pabellón: Onondaga War Memorial, Syracuse, Nueva York |  |  |
| Series tied, 1–1 |                                                                |                       |                                                               |                                                       |  |  |
|                  |                                                                |                       |                                                               |                                                       |  |  |

| 27 de marzo                         | Syracuse Nationals                                       | 96–119               | Philadelphia Warriors                                     |                                                              |  |  |
|                                     | Parciales: 23–32, 24–30, 25–25, 24–32                    |                      |                                                           |                                                              |  |  |
|                                     | Estadísticas Ed Conlin 19 Dolph Schayes 21 George King 6 | Reporte Pts Reb Asts | Estadísticas Joe Graboski 20 Neil Johnston 18 Tom Gola 10 | Pabellón: Philadelphia Civic Center, Filadelfia, Pensilvania |  |  |
| Philadelphia lidera las series, 2–1 |                                                          |                      |                                                           |                                                              |  |  |
|                                     |                                                          |                      |                                                           |                                                              |  |  |

| 28 de marzo           | Philadelphia Warriors                                          | 104–108              | Syracuse Nationals                                    |                                                       |  |  |
|                       | Parciales: 31–26, 25–26, 18–30, 30–26                          |                      |                                                       |                                                       |  |  |
|                       | Estadísticas Neil Johnston 35 Neil Johnston 12 Neil Johnston 7 | Reporte Pts Reb Asts | Estadísticas George King 25 Red Kerr 9 George King 15 | Pabellón: Onondaga War Memorial, Syracuse, Nueva York |  |  |
| Series empatadas, 2–2 |                                                                |                      |                                                       |                                                       |  |  |
|                       |                                                                |                      |                                                       |                                                       |  |  |

| 29 de marzo                       | Syracuse Nationals                                            | 104–109              | Philadelphia Warriors                                        |                                                              |  |  |
|                                   | Parciales: 28–32, 20–24, 25–22, 31–31                         |                      |                                                              |                                                              |  |  |
|                                   | Estadísticas Dolph Schayes 28 Dolph Schayes 16 George King 13 | Reporte Pts Reb Asts | Estadísticas Paul Arizin 35 Neil Johnston 18 Neil Johnston 8 | Pabellón: Philadelphia Civic Center, Filadelfia, Pensilvania |  |  |
| Philadelphia gana las series, 3–2 |                                                               |                      |                                                              |                                                              |  |  |
|                                   |                                                               |                      |                                                              |                                                              |  |  |

Esta fue la cuarta vez que se encontraban estos dos equipos en una serie de playoffs, con los 76ers/Nationals ganando las tres primeras.
| 1950 | Philadelphia Warriors | 0–2 | Syracuse Nationals |                                          |
|      |                       |     |                    |                                          |
|      |                       |     |                    | Pabellón: Semifinales División Este 1950 |

| 1951 | Philadelphia Warriors | 0–2 | Syracuse Nationals |                                                           |
|      |                       |     |                    |                                                           |
|      |                       |     |                    | Pabellón: Semifinales División Este 1951 Eastern Division |

| 1952 | Philadelphia Warriors | 1–2 | Syracuse Nationals |                                          |
|      |                       |     |                    |                                          |
|      |                       |     |                    | Pabellón: Semifinales División Este 1952 |

### Finales División Oeste

#### (1) Fort Wayne Pistons vs. (3) St. Louis Hawks
| 22 de marzo                      | St. Louis Hawks                       | 86–85       | Fort Wayne Pistons             |                                                      |  |  |
|                                  | Parciales: 27–25, 23–20, 19–23, 17–17 |             |                                |                                                      |  |  |
|                                  | Estadísticas Al Ferrari 17            | Reporte Pts | Estadísticas George Yardley 23 | Pabellón: War Memorial Coliseum, Fort Wayne, Indiana |  |  |
| St. Louis lidera las series, 1–0 |                                       |             |                                |                                                      |  |  |
|                                  |                                       |             |                                |                                                      |  |  |

| 24 de marzo                      | Fort Wayne Pistons                    | 74–84       | St. Louis Hawks            |                                                                              |  |  |
|                                  | Parciales: 12–30, 23–17, 18–19, 21–18 |             |                            |                                                                              |  |  |
|                                  | Estadísticas Larry Foust 16           | Reporte Pts | Estadísticas Al Ferrari 21 | Pabellón: Kiel Auditorium, San Luis, Misuri Árbitros: Stan Stutz, Sid Borgia |  |  |
| St. Louis lidera las series, 2–0 |                                       |             |                            |                                                                              |  |  |
|                                  |                                       |             |                            |                                                                              |  |  |

| 25 de marzo                      | St. Louis Hawks                       | 84–107 | Fort Wayne Pistons                         |                                                      |  |  |
|                                  | Parciales: 19–29, 24–26, 16–22, 25–30 |        |                                            |                                                      |  |  |
|                                  | Estadísticas Alex Hannum 18           | Pts    | Estadísticas Houbregs, Yardley 19 cada uno | Pabellón: War Memorial Coliseum, Fort Wayne, Indiana |  |  |
| St. Louis lidera las series, 2–1 |                                       |        |                                            |                                                      |  |  |
|                                  |                                       |        |                                            |                                                      |  |  |

| 27 de marzo           | Fort Wayne Pistons                    | 93–84       | St. Louis Hawks              |                                             |  |  |
|                       | Parciales: 24–21, 28–27, 18–18, 23–18 |             |                              |                                             |  |  |
|                       | Estadísticas George Yardley 30        | Reporte Pts | Estadísticas Jack Coleman 19 | Pabellón: Kiel Auditorium, San Luis, Misuri |  |  |
| Series empatadas, 2–2 |                                       |             |                              |                                             |  |  |
|                       |                                       |             |                              |                                             |  |  |

| 29 de marzo                     | St. Louis Hawks                       | 97–102      | Fort Wayne Pistons                      |                                                      |  |  |
|                                 | Parciales: 19–24, 18–22, 31–21, 29–35 |             |                                         |                                                      |  |  |
|                                 | Estadísticas Jack Coleman 20          | Reporte Pts | Estadísticas Foust, Yardley 20 cada uno | Pabellón: War Memorial Coliseum, Fort Wayne, Indiana |  |  |
| Fort Wayne gana las series, 3–2 |                                       |             |                                         |                                                      |  |  |
|                                 |                                       |             |                                         |                                                      |  |  |

- Los Pistons se convirtieron en el primer equipo en playoffs de la NBA en remontar una serie a 5 partidos tras comenzar perdiendo 2-0.

Éste fue el primer enfrentamiento en playoffs entre estos dos equipos.

## Finales de la NBA: (E1) Philadelphia Warriors vs. (W1) Fort Wayne Pistons
| 31 de marzo                         | Fort Wayne Pistons                                                            | 94–98                | Philadelphia Warriors                                    |                                                                                            |  |  |
|                                     | Parciales: 25–20, 24–20, 15–33, 30–25                                         |                      |                                                          |                                                                                            |  |  |
|                                     | Estadísticas George Yardley 27 George Yardley 15 Hutchins, Phillip 6 cada uno | Reporte Pts Reb Asts | Estadísticas Paul Arizin 28 Neil Johnston 14 Tom Gola 10 | Pabellón: Philadelphia Civic Center, Filadelfia, Pensilvania Asistencia: 4128 espectadores |  |  |
| Philadelphia lidera las series, 1–0 |                                                                               |                      |                                                          |                                                                                            |  |  |
|                                     |                                                                               |                      |                                                          |                                                                                            |  |  |

| 1 de abril            | Philadelphia Warriors                                            | 83–84                | Fort Wayne Pistons                                              |                                                                                    |  |  |
|                       | Parciales: 20–20, 26–22, 19–23, 18–19                            |                      |                                                                 |                                                                                    |  |  |
|                       | Estadísticas Paul Arizin 27 Arizin, Johnston 9 each Ernie Beck 6 | Reporte Pts Reb Asts | Estadísticas George Yardley 30 George Yardley 19 Andy Phillip 5 | Pabellón: War Memorial Coliseum, Fort Wayne, Indiana Asistencia: 6976 espectadores |  |  |
| Series empatadas, 1–1 |                                                                  |                      |                                                                 |                                                                                    |  |  |
|                       |                                                                  |                      |                                                                 |                                                                                    |  |  |

| 3 de abril                          | Fort Wayne Pistons                                       | 96–100               | Philadelphia Warriors                                   |                                                                                              |  |  |
|                                     | Parciales: 26–25, 25–23, 14–25, 31–27                    |                      |                                                         |                                                                                              |  |  |
|                                     | Estadísticas Larry Foust 19 Larry Foust 14 Chuck Noble 4 | Reporte Pts Reb Asts | Estadísticas Paul Arizin 27 Neil Johnston 17 Tom Gola 8 | Pabellón: Philadelphia Civic Center, Filadelfia, Pensilvania Asistencia: 11 698 espectadores |  |  |
| Philadelphia lidera las series, 2–1 |                                                          |                      |                                                         |                                                                                              |  |  |
|                                     |                                                          |                      |                                                         |                                                                                              |  |  |

| 5 de abril                          | Philadelphia Warriors                                 | 107–105              | Fort Wayne Pistons                                           |                                                                                    |  |  |
|                                     | Parciales: 24–24, 26–32, 30–26, 27–23                 |                      |                                                              |                                                                                    |  |  |
|                                     | Estadísticas Paul Arizin 30 Tom Gola 9 Joe Graboski 7 | Reporte Pts Reb Asts | Estadísticas George Yardley 21 Larry Foust 14 Andy Phillip 6 | Pabellón: War Memorial Coliseum, Fort Wayne, Indiana Asistencia: 7852 espectadores |  |  |
| Philadelphia lidera las series, 3–1 |                                                       |                      |                                                              |                                                                                    |  |  |
|                                     |                                                       |                      |                                                              |                                                                                    |  |  |

| 7 de abril                        | Fort Wayne Pistons                                              | 88–99                | Philadelphia Warriors                                       |                                                                                              |  |  |
|                                   | Parciales: 24–22, 19–22, 20–28, 25–27                           |                      |                                                             |                                                                                              |  |  |
|                                   | Estadísticas George Yardley 30 George Yardley 20 Corky Devlin 6 | Reporte Pts Reb Asts | Estadísticas Joe Graboski 29 Joe Graboski 16 Jack George 10 | Pabellón: Philadelphia Civic Center, Filadelfia, Pensilvania Asistencia: 11 194 espectadores |  |  |
| Philadelphia gana las series, 4–1 |                                                                 |                      |                                                             |                                                                                              |  |  |
|                                   |                                                                 |                      |                                                             |                                                                                              |  |  |

Éste fue el primer enfrentamiento entre ambos equipos en playoffs.